# 古米迪波奥恩迪
古米迪波奥恩迪（Gummidipoondi），是印度泰米尔纳德邦Thiruvallur县的一个城镇。总人口16116（2001年）。

## 人口
该地2001年总人口16116人，其中男性8432人，女性7684人；0—6岁人口2078人，其中男1098人，女980人；识字率70.40%，其中男性为77.48%，女性为62.64%。